# 호두까기식도
호두까기식도(nutcracker esophagus) 또는 잭해머식도(jackhammer esophagus), 과수축성 식도(hypercontractile peristalsis)는 식도의 움직임에 발생하는 질환으로, 식도 평활근의 수축은 정상적인 순서로 일어나지만 수축력이나 수축 시간이 과도하게 나타난다. 호두까기식도는 식도이완불능증, 광범위식도연축과 함께 심각한 식도의 운동성 질환 중 하나이다. 고형과 액체 음식 모두에서 삼킴장애가 발생하며 심각한 흉통이 일어나기도 하지만, 증상이 없는 경우도 있다. 호두까기식도는 모든 연령층에서 발병할 수 있지만 60~70대에서 더 흔하다.
식도의 다양한 지점에서 식도의 압력을 평가하는 검사법인 식도압력측정을 통해 진단할 수 있다. 진단은 압력이 180mmHg를 초과할 때 가능하다. '호두까기식도'라는 용어는 꿈틀운동 동안 압력이 증가하는 소견이 호두까기 기계와 비슷하다고 하여 붙여졌다. 질환이 진행하지 않으며 다른 합병증을 동반하지 않는다면 치료는 증상 조절만을 목적으로 하여 진행한다.